# Mainardo II di Tirolo-Gorizia
Mainardo II di Tirolo-Gorizia (già Mainardo IV di Gorizia) (1238 – Greifenburg, 1º novembre 1295) fu conte del Tirolo, duca di Carinzia, margravio di Carniola, conte di Gorizia; considerato il fondatore della contea del Tirolo.

## Biografia

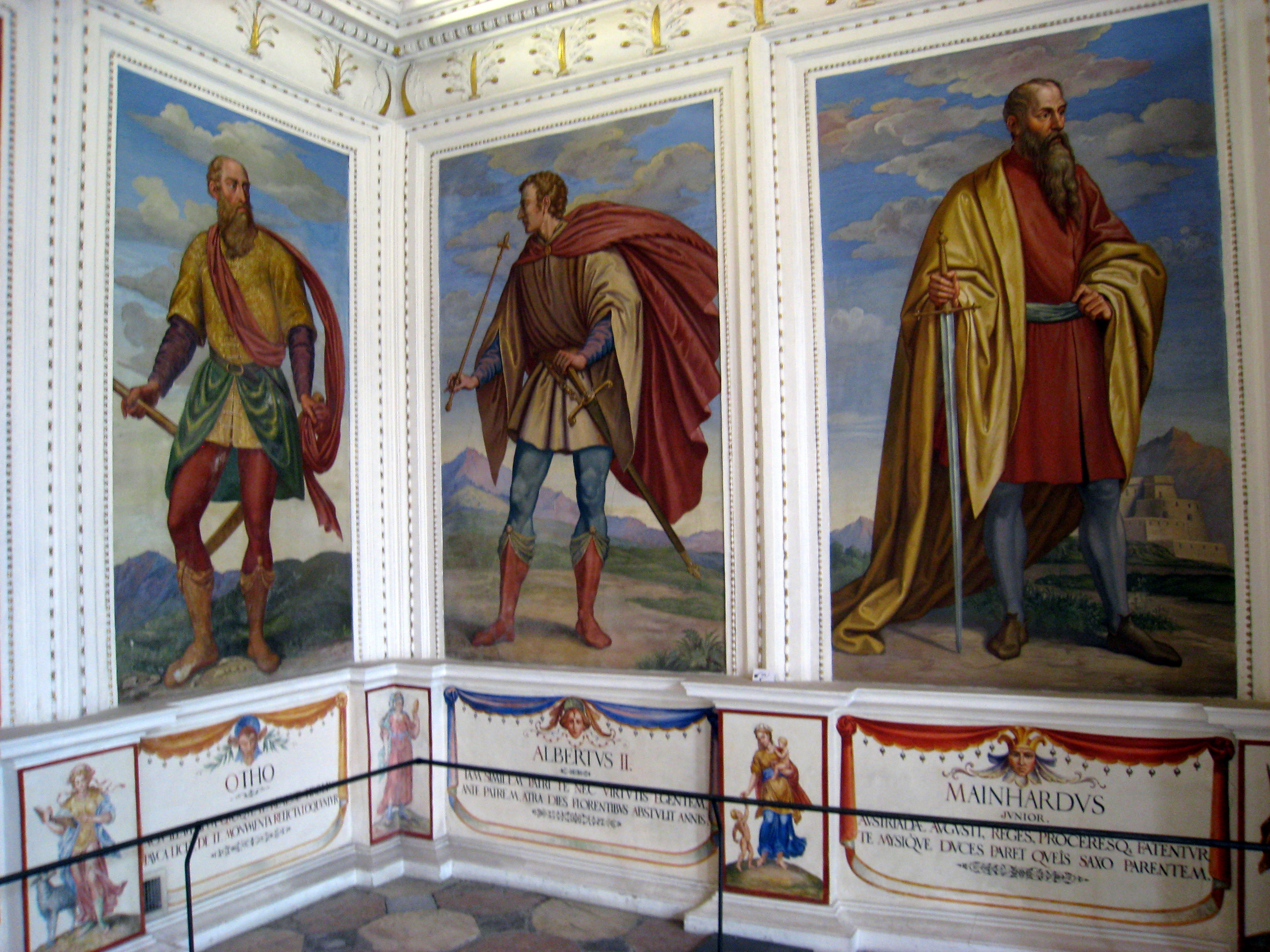
Mainardo II (a destra), accanto a Alberto II e Otto (Castello di Ambras, Innsbruck)

La famiglia dei Gorizia è segnalata, dagli inizi del secolo XII sia nella zona del Tirolo orientale, sia nella regione dell'Isonzo. I Gorizia esercitano, dal 1125, l'avvocazia del patriarca di Aquileia: Per via dei loro possedimenti tra Lienz e Villach, nel secolo XII numerosi sono i rapporti tra loro e i conti di Tirolo. Mainardo III di Gorizia, (che poi sarà conosciuto come Mainardo I di Tirolo-Gorizia) sposò la figlia dell'ultimo conte di Tirolo, ereditando la parte meridionale dei loro possedimenti. 
Nel 1258, alla morte di Mainardo I, i possedimenti dei Tirolo-Gorizia vennero divisi tra i due figli, Mainardo II e Alberto I, avuti da Adelaide erede del Tirolo. Ad Alberto andarono i possedimenti in Istria, Friuli, Carinzia e in Val Pusteria, a Mainardo i possedimenti occidentali. La politica di Mainardo II perseguì quattro obiettivi principali:
- La riduzione del potere dei principi – vescovi di Bressanone e di Trento, attraverso lo strumento dell'avvocazia, fino a renderli in tutto e per tutto dipendenti dai conti del Tirolo.
- Il superamento del regime feudale, sulla scorta dell'esempio dei Comuni dell'Italia settentrionale. Tale obiettivo venne perseguito tentando di indebolire in qualsiasi modo la nobiltà locale, sia favorendo l'attribuzione delle terre ai contadini per mezzo di un contratto d'affitto perpetuo a canone invariabile (Erbleihe), sia affidando incarichi amministrativi e giudiziari preferibilmente a persone non nobili.
- Per rafforzare ulteriormente il proprio potere, istituì inoltre un apparato amministrativo unitario e centralizzato, con uffici e tribunali locali. È da leggere nella stessa ottica la politica economica di Mainardo, volta a sviluppare le rendite terziarie (zecca, dazi, urbario territoriale del 1288[2]) a discapito delle rendite fondiarie, che erano la base della ricchezza - e quindi della potenza - della nobiltà locale.
- L'ampliamento del proprio territorio, soprattutto attraverso un'astuta politica matrimoniale, confische e l'assorbimento dei feudi che rimanevano senza eredi.
- L'emanazione, dal 1286 in poi, di un proprio Landrecht tirolese unitario in lingua tedesca, ovvero uno statuto territoriale, di cui ad oggi però si conserva solo un frammento.[3]

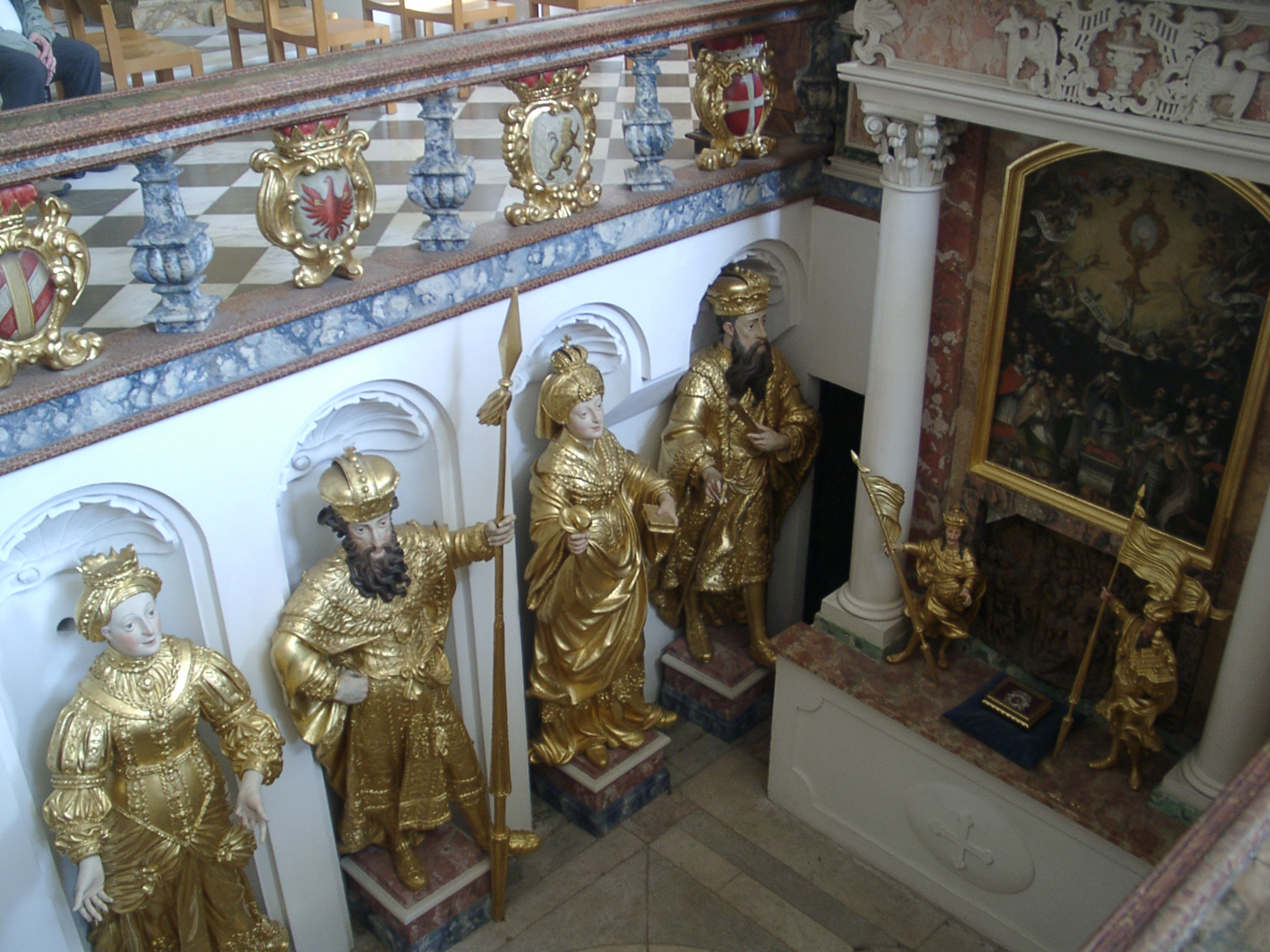
Abbazia di Stams: tomba di Mainardo II e della moglie Elisabetta

Mainardo II, che aveva sposato Elisabetta di Baviera, vedova dell'imperatore Corrado IV e madre di Corradino, fu un principe di assoluto rilievo nel panorama europeo della seconda metà del secolo XIII. Durante il suo regno per la prima volta si impiega la denominazione “Tirolo” nel senso geografico di "regione comprendente parte del bacino dell'Inn e dell'Adige", e per questo è considerato il fondatore del Tirolo. Usando a seconda dei casi l'astuzia o la forza, egli seppe approfittare della temporanea debolezza del potere imperiale.
Tra le iniziative di maggiore rilievo di Mainardo si segnala la decisione di potenziare l'attività della zecca, aperta dal padre attorno alla metà del secolo XIII a Merano, allora capitale del Tirolo. Tali monete, denominate i "grossi aquilini", erano molto apprezzate nell'Italia settentrionale. I Tirolo-Gorizia, che potevano sì coniare monete, ma solo nella città di Lienz, usurpavano così un diritto che era dei Principi-Vescovi di Trento, i quali avrebbero dato il loro assenso solamente nel 1274. 
Per realizzare il suo intento Mainardo II si servì di mastri monetieri fiorentini. Le monete più importanti battute a Merano furono il Grosso aquilino e il Grosso tirolino. Furono le prime monete d'argento di grosso taglio coniate nell'area tedesca.
Mainardo II diede inoltre impulso all'estrazione mineraria e rinnovò le miniere di sale di Hall. Argento e sale erano tra le principali fonti delle entrate della contea, che negli anni di Mainardo conobbe una fioritura fino ad allora sconosciuta.
Mainardo II si schierò con Rodolfo I d'Asburgo nella sua lotta contro re Ottocaro II di Boemia, e per questo, nel 1286, venne elevato alla dignità di principe imperiale, e ricompensato con il ducato di Carinzia. Sua figlia Elisabetta sposò Alberto I di Asburgo.
Alla sua morte il Tirolo passò, indiviso, ai figli e dal 1310 unico sovrano fu Enrico di Carinzia e Tirolo. Fu sepolto nell'abbazia di Stams (Tirolo austriaco) con la consorte.

## Matrimonio ed eredi
Mainardo sposò nel 1258 Elisabetta di Baviera, dalla quale ebbe i seguenti figli:
- Elisabetta (1262-1312), sposò Alberto I d'Asburgo;
- Ottone, padre di Elisabetta di Carinzia;
- Alberto di Carinzia († 1292);
- Luigi di Tirolo-Gorizia († 1305) ;
- Enrico (1270-1335);
- Agnese di Carinzia, sposò Federico I di Meißen.

Da Anna Reichenberg (forse sposata)
- Federico che fu rettore di Bressanone († 13 marzo 1333)
- Enrico, Graf von Eschenloch († 1349)

Da Floridiana (Siguna) von Schlandersberg (che era sposata)
- Alberto von Camian und Forst, visconte di Tirolo († 1335-1336)
- Forse una figlia morta infante.

È probabile che Mainardo abbia avuto altri 9 o 10 figli da donne sconosciute di cui non si sa nulla.
Forse una di loro si fece monaca nel monastero di Sabiona.

## Ascendenza
|                               |                    |                             | Genitori                                   |  |  | Nonni |  |  | Bisnonni                  |  |  | Trisnonni             |  |
|                               |                    |                             |                                            |  |  |       |  |  | Enghelberto II di Gorizia |  |  | Mainardo I di Gorizia |  |
|                               |                    |                             |                                            |  |  |       |  |  | Enghelberto II di Gorizia |  |  | Mainardo I di Gorizia |  |
|                               |                    | Elisabetta di Schwarzenburg |                                            |  |  |       |  |  | Enghelberto II di Gorizia |  |  |                       |  |
| Enghelberto III di Gorizia    |                    |                             |                                            |  |  |       |  |  | Enghelberto II di Gorizia |  |  |                       |  |
|                               |                    | Adelaide di Valley          | …                                          |  |  |       |  |  |                           |  |  |                       |  |
|                               |                    | Adelaide di Valley          | …                                          |  |  |       |  |  |                           |  |  |                       |  |
|                               |                    | Adelaide di Valley          | …                                          |  |  |       |  |  |                           |  |  |                       |  |
| Mainardo I di Tirolo-Gorizia  |                    | Adelaide di Valley          |                                            |  |  |       |  |  |                           |  |  |                       |  |
|                               |                    | Bertoldo I d'Istria         | Bertoldo II di Andechs                     |  |  |       |  |  |                           |  |  |                       |  |
|                               |                    | Bertoldo I d'Istria         | Bertoldo II di Andechs                     |  |  |       |  |  |                           |  |  |                       |  |
|                               |                    | Bertoldo I d'Istria         | Sofia di Carniola                          |  |  |       |  |  |                           |  |  |                       |  |
| Matilde di Andechs            |                    | Bertoldo I d'Istria         |                                            |  |  |       |  |  |                           |  |  |                       |  |
|                               |                    | Edvige di Wittelsbach       | Ottone IV di Scheyern                      |  |  |       |  |  |                           |  |  |                       |  |
|                               |                    | Edvige di Wittelsbach       | Ottone IV di Scheyern                      |  |  |       |  |  |                           |  |  |                       |  |
|                               |                    | Edvige di Wittelsbach       | Heilika di Pettendorf-Lengenfeld-Hopfenohe |  |  |       |  |  |                           |  |  |                       |  |
| Mainardo II di Tirolo-Gorizia |                    | Edvige di Wittelsbach       |                                            |  |  |       |  |  |                           |  |  |                       |  |
|                               | Enrico I di Tirolo | Enrico I di Tirolo          |                                            |  |  |       |  |  |                           |  |  |                       |  |
|                               | Enrico I di Tirolo | Enrico I di Tirolo          |                                            |  |  |       |  |  |                           |  |  |                       |  |
|                               | Enrico I di Tirolo | Agnes von Ortenburg         |                                            |  |  |       |  |  |                           |  |  |                       |  |
| Alberto III di Tirolo         | Enrico I di Tirolo |                             |                                            |  |  |       |  |  |                           |  |  |                       |  |
|                               |                    | Agnese di Wangen            | Adalberto I von Wangen                     |  |  |       |  |  |                           |  |  |                       |  |
|                               |                    | Agnese di Wangen            | Adalberto I von Wangen                     |  |  |       |  |  |                           |  |  |                       |  |
|                               |                    | Agnese di Wangen            | …                                          |  |  |       |  |  |                           |  |  |                       |  |
| Adelaide del Tirolo           |                    | Agnese di Wangen            |                                            |  |  |       |  |  |                           |  |  |                       |  |
|                               |                    | Enrico III di Frontenhausen | …                                          |  |  |       |  |  |                           |  |  |                       |  |
|                               |                    | Enrico III di Frontenhausen | …                                          |  |  |       |  |  |                           |  |  |                       |  |
|                               |                    | Enrico III di Frontenhausen | …                                          |  |  |       |  |  |                           |  |  |                       |  |
| Uta di Frontenhausen          |                    | Enrico III di Frontenhausen |                                            |  |  |       |  |  |                           |  |  |                       |  |
|                               |                    | Adelaide di Plain           | …                                          |  |  |       |  |  |                           |  |  |                       |  |
|                               |                    | Adelaide di Plain           | …                                          |  |  |       |  |  |                           |  |  |                       |  |
|                               |                    | Adelaide di Plain           | …                                          |  |  |       |  |  |                           |  |  |                       |  |
|                               |                    | Adelaide di Plain           |                                            |  |  |       |  |  |                           |  |  |                       |  |